# New Forest (région)
Pour les articles homonymes, voir New Forest.
New Forest (« Neuve-Forêt ») est une région du sud de l'Angleterre, qui comprend l'une des plus grandes étendues subsistantes de pâtures libres, de landes et de forêts dans l'Angleterre du Sud-Est, région densément peuplée.
New Forest couvre le sud-ouest du Hampshire et se prolonge dans le sud-est du Wiltshire et vers l'est du Dorset.
Le nom se réfère également au parc national New Forest, qui a des limites similaires. 
En outre, le district d'administration locale New Forest est une subdivision du comté du Hampshire, qui couvre la majeure partie de la forêt et des zones voisines. De nombreux villages sont disséminés dans la région, et plusieurs petites villes sont situées dans la région et à son pourtour.
Parmi les villes et villages situés dans ou à proximité de la région figurent Lyndhurst, Abbotswell, Hythe, Totton, Blissford, Sway, Burley, Brockenhurst, Fordingbridge, Frogham, Hyde, Stuckton, Ringwood, Beaulieu, Bransgore, Lymington et New Milton. La région est délimitée à l'ouest par Bournemouth et  Christchurch, et à l'est par la ville de Southampton. Le New Forest a donné son nom au district de la New Forest du Hampshire.